# Andrea Morricone
Andrea Morricone (Roma; 10 de octubre de 1964) es un compositor italiano, director de orquesta y autor de bandas sonoras.

## Biografía
Andrea Morricone es hijo del compositor italiano Ennio Morricone y hermano del director de cine y guionista Giovanni Morricone. 
Inició sus estudios musicales con la guía de su padre. Fue alumno de Irma Ravinale, Ada Gentile e Iván Vandor, diplomándose en Composición en 1994 en el Conservatorio de Santa Cecilia en Roma, y en 1996 en Dirección de orquesta bajo la tutela de Bruno Aprea. Su perfeccionamiento en la composición musical prosiguió en 1998 en la Accademia Nazionale di Santa Cecilia bajo la tutela de Franco Donatoni y Azio Corghi. 
Como compositor de música de cine, comenzó colaborando con su padre para la película Cinema Paradiso, cuya música forma parte de las bandas sonoras del cine europeo más aclamadas mundialmente. El "tema de amor" fue compuesto por el propio Andrea Morricone mientras todavía estudiaba en el Conservatorio, siendo su primera colaboración en la composición de una banda sonora. La banda sonora fue premiada en 1991 por la Academia Británica (BAFTA) y en 1989 con el David de Donatello en Italia. Ambos premios recayeron en Ennio Morricone.

## Filmografía (selección)
- 1988: Cinema Paradiso (Nuovo Cinema Paradiso)
- 1999: Liberty Heights
- 2000: Here on Earth
- 2006: Funny Money
- 2006: En busca de la tumba de Cristo (L'inchiesta)
- 2007: Brando